# ナウソリ国際空港
ナウソリ国際空港（英語: Nausori International Airport）またはルブルブ空港（英語: Luvuluvu Airport）とは、フィジー共和国ビティレブ島南東部のナウソリ地区にある国際空港である。ナウソリ国際空港はナンディ国際空港に次いで、フィジーで2番目の規模の国際空港であり、主に近距離国際線や国内線が就航している。

## 概要
ナウソリ国際空港はフィジーの首都スバの最寄の空港であり、スバの中心部から23km離れた場所に位置している。車を利用した場合、スバ中心部からナウソリ国際空港まで30分程かかる。
なお、かつてエア・パシフィック航空の本社はナウソリ国際空港の敷地内に置かれていた。

## 計画
ナウソリ国際空港の空港施設を刷新し、フィジー国内線のハブ空港としての機能をより充実させるとともに、フィジー第2の国際空港として、ターミナルの全面改装を行う計画が20箇年計画として進められている。

## 就航都市

### 国際線
| 航空会社                                       | 目的地                              |
| ---------------------------------------------- | ----------------------------------- |
| フィジー・エアウェイズ                         | オークランド、ポートビラ、 シドニー |
| フィジー・エアウェイズ 運航は フィジー・リンク | フナフティ、ヌクアロファ            |
| バヌアツ航空                                   | ポートビラ                          |

### 国内線
| 航空会社                                       | 目的地                                                                   |
| ---------------------------------------------- | ------------------------------------------------------------------------ |
| フィジー・エアウェイズ 運航は フィジー・リンク | カンダブ、ランバサ、ラケンバ、ナンディ、サブサブ、タベウニ、バヌアバラブ |

## 脚註
1. ↑  NFNAの空港情報 - World Aero Data (2006年10月時点のデータ) 出典:DAFIF.
2. ↑  SUVの空港情報 - Great Circle Mapper. 出典:DAFIF.
3. ↑  "World Airline Survey." Flight Global. April 10, 1969. 557.
4. ↑  http://airlineroute.net/2012/08/29/fj-suvvli-sep12/